# Queen Mary’s Army Auxiliary Corps

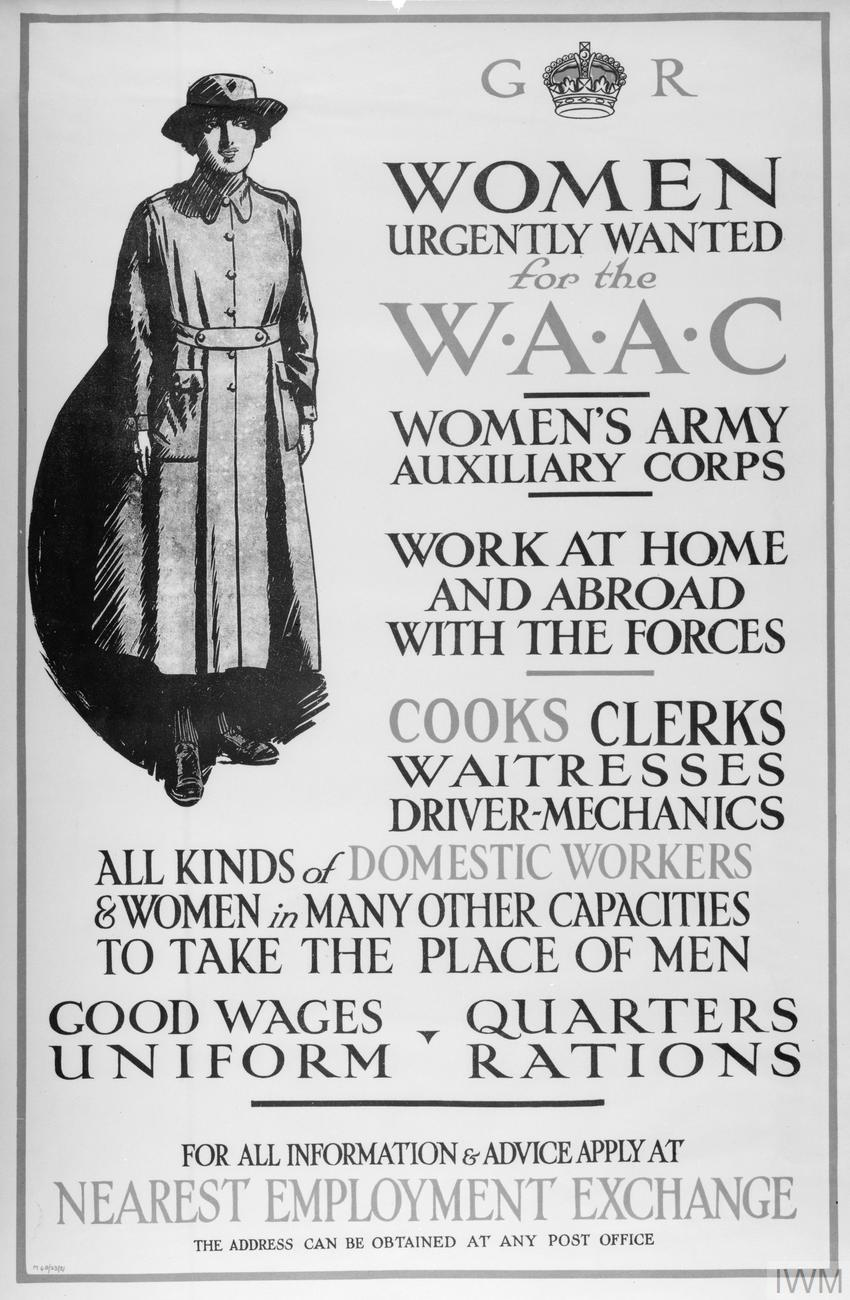
Anwerbeplakat für das WAAC (um 1917)

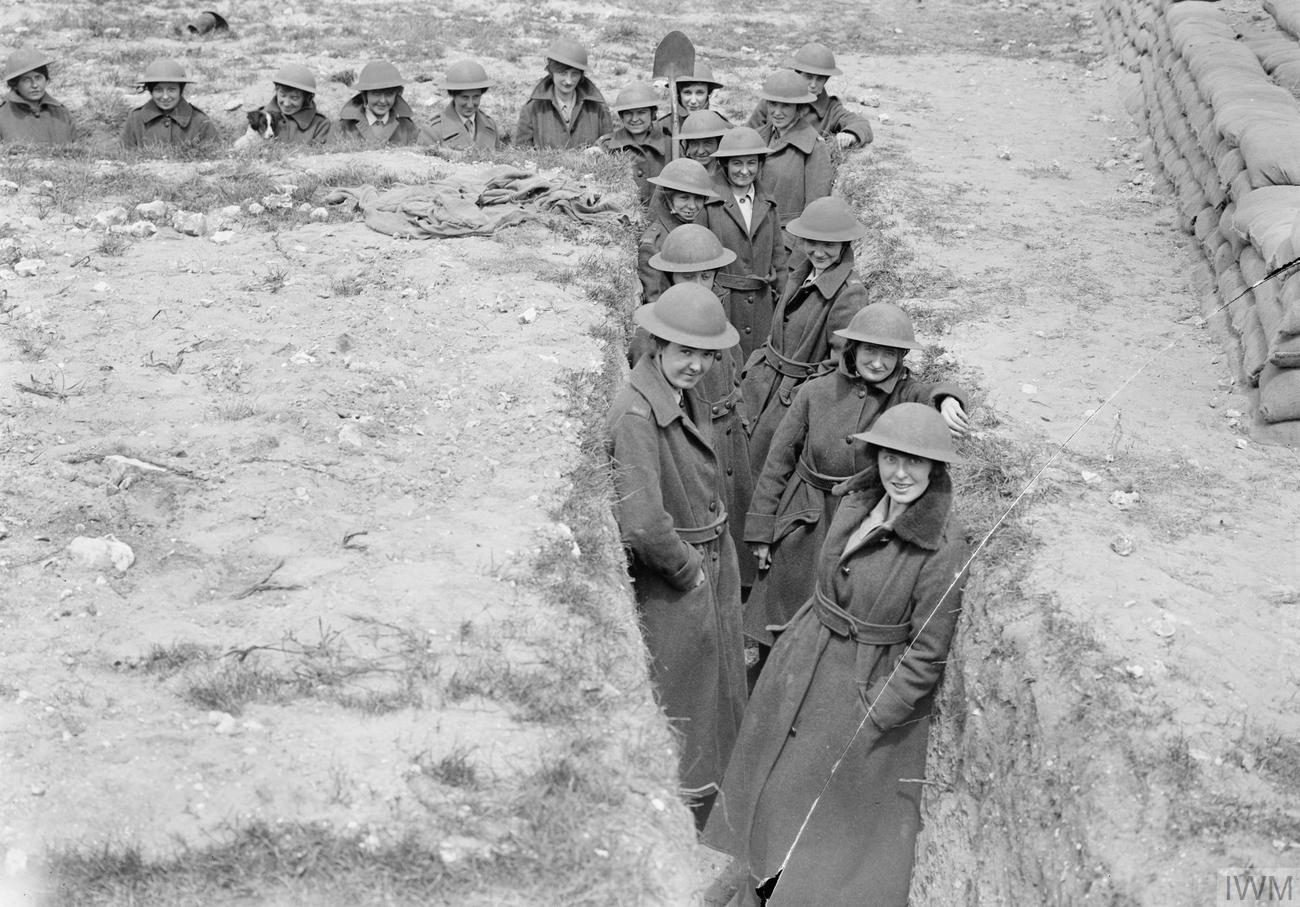
Frauen des QMAAC im Schützengraben nahe Rouen (18. Juni 1918)

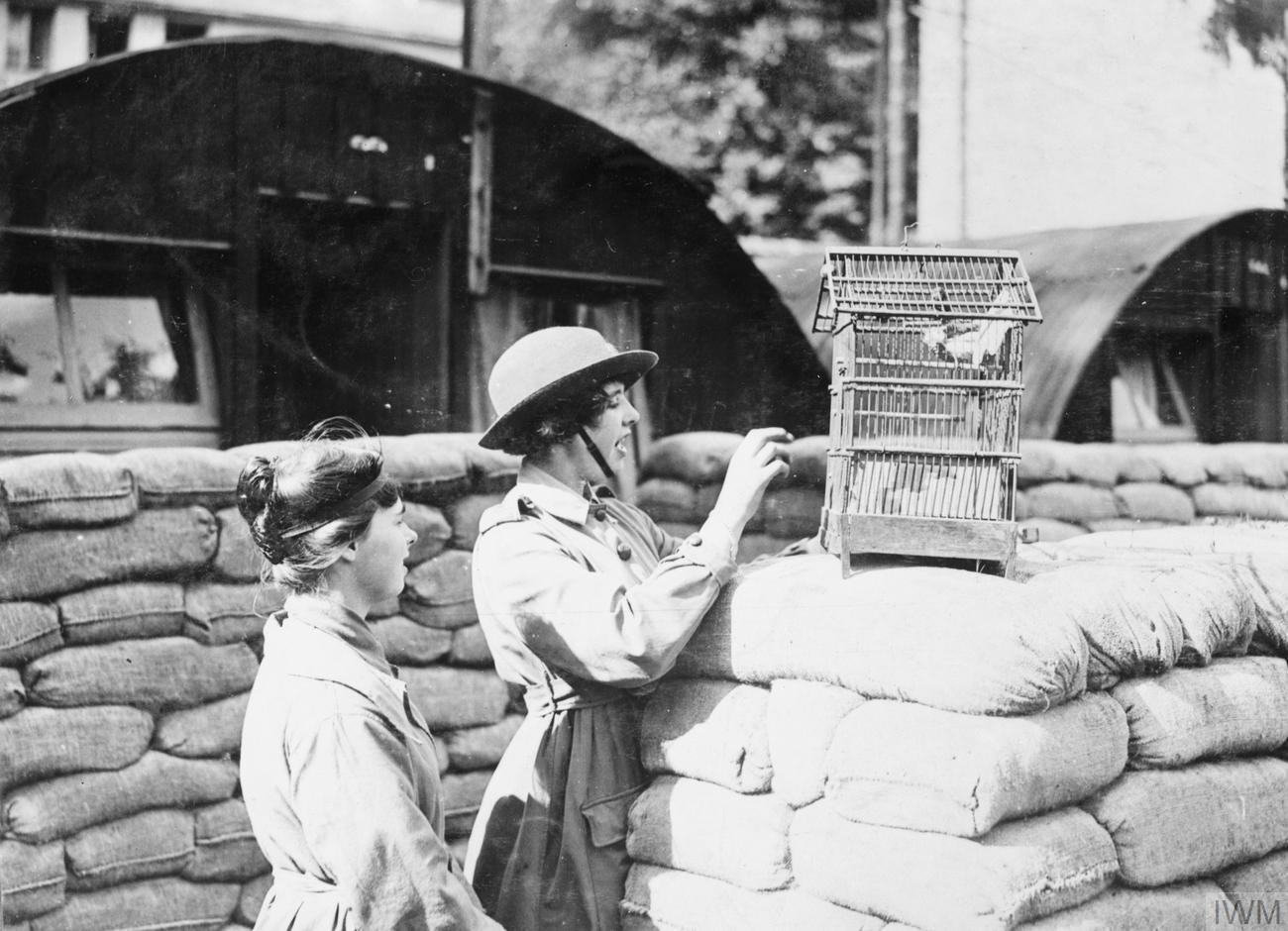
Im Dienst an der Westfront (10. September 1918)

Als Queen Mary’s Army Auxiliary Corps (QMAAC), deutsch etwa „Königin Marys Hilfskorps der Armee“, wurde im Ersten Weltkrieg nach Mary, Queen Consort des Vereinigten Königreichs von Großbritannien und Irland, die Gemeinschaft aller in der British Army, also im Heer des Vereinigten Königreichs, dienenden Frauen bezeichnet.
Nach Gründung im Februar 1917 als „Hilfsdienst“ (englisch auxiliary) zunächst unter dem Namen Women’s Army Auxiliary Corps (WAAC) entstand daraus am 9. April 1918 das QMAAC.
Der Begriff Korps (englisch corps) ist hier nicht im Sinne eines Armeekorps, also eines militärischen Großverbands, zu sehen, sondern, ähnlich wie beispielsweise bei Sanitätskorps oder Studentencorps, als übergeordneter und zusammenfassender Begriff.

## Geschichte
Im Jahr 1916, dem dritten Kriegsjahr, machte sich die Personalnot in der British Army immer stärker bemerkbar. Daher wurde erwogen, auch Männer in ihren Fünfzigern einzuberufen, um mehr Soldaten für den Frontdienst freizustellen. Man erkannte jedoch bald, dass dies nicht ausreichte.
Daher wurde im Jahr 1917 das WAAC gegründet, um weitere Männer für den Dienst an der Waffe freizustellen. In der Geschichte des Vereinigten Königreichs war dies das erste Mal, dass Frauen in Funktionen anders als Krankenschwestern in der britischen Armee dienten. Erste Vorgesetzte des WAAC wurde die Ärztin Mona Chalmers Watson (1872–1936) als Chief Controller (deutsch etwa „Chefinspektorin“).
Frauen waren auf „weibliche“ Hilfstätigkeiten wie Verwaltung, Lagerarbeit und Küchendienste beschränkt. Auch räumlich war ihr Dienst zunächst nur auf das Vereinigte Königreich eingeschränkt, wurde aber bald auch auf Frankreich ausgeweitet. Dort wurde Helen Gwynne-Vaughan (1879–1967) Chief Controller Overseas („Chefinspektorin Übersee“).
Queen Mary war von der Arbeit des WAAC sehr beeindruckt, insbesondere von den Leistungen der Frauen während der deutschen Frühjahrsoffensive 1918. Als Würdigung übernahm sie im selben Jahr die Schirmherrschaft über das Corps, was auch in der Namensänderung zum Ausdruck gebracht wurde.
Bis zum Ende des Ersten Weltkriegs meldeten sich 50.000 Frauen freiwillig zum Dienst im QMAAC. Obwohl sie auf unterstützende Aufgaben beschränkt waren, waren auch sie feindlichen Angriffen ausgesetzt. Insgesamt wurden 81 Frauen des QMAAC getötet. Fünf Frauen wurden für ihre Verdienste und Tapferkeit mit der Military Medal (MM) ausgezeichnet.
Das Queen Mary’s Army Auxiliary Corps wurde 1921 aufgelöst.